# مقاطعة درو (أركنساس)
مقاطعة درو (بالإنجليزية: Drew County)‏ هي إحدى مقاطعات ولاية أركنساس في الولايات المتحدة الأمريكية.

## أعلام
- آر. إي. بيرت